# 15.ª Divisão de Granadeiros da Waffen SS (1.ª Letã)
A 15.ª Divisão de Granadeiros da Waffen SS (1.ª Letã) foi uma divisão de infantaria das Waffen-SS durante a Segunda Guerra Mundial. O seu quartel-general ficava na Letónia, e era composta, na sua maioria, por voluntários daquele país. Foi criada em Fevereiro de 1943 e, juntamente com a sua unidade-irmã, a 19.ª Divisão de Granadeiros da Waffen SS (2.ª Letã), formava a Legião Letã.

## Composição
- 32.º Regimento de Granadeiros Voluntários SS
- 33.º Regimento de Granadeiros Voluntários SS
- 34.º Regimento de Granadeiros Voluntários SS
- 15.º Regimento de Artilharia SS
- 15.º Batalhão de Bicicletas (mais tarde Fuzileiros) SS
- 15.º Batalhão Anti-tanque SS
- 15.º Batalhão de Engenharia SS
- 15.º Batalhão de Comunicações SS
- 15.º Batalhão de Defesa Anti-aérea SS
- 15.º Tropas de Abastecimentos SS